# シネマ・クレール

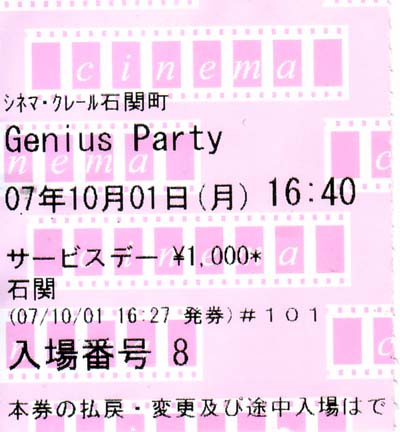
入場券の半券

シネマ・クレール（英文名称：Cinema Clair）は、岡山県岡山市中心街に存在するミニシアター。シネマ・クレール石関（いしぜき）とシネマ・クレール丸の内（まるのうち）の2館体制だったが、石関は2008年9月21日をもって閉館（後述）している。

## 概要
シネマ・クレールの創業者である浜田高夫は、岡山ガスに勤務する傍ら、1981年頃から自主上映サークルを作り、市内の美術館などで上映会を行っていた。その後1994年12月、同市石関町にシネマ・クレールを設立し映画館業務を開始。多忙を極めた浜田は岡山ガスを退社し、その退職金で丸の内に新館を建設。以後2館体制で業務を続けたが、2008年に石関の旧館を閉じ、丸の内の新館に一本化された。創業当初から大型館では上映しないミニシアター系映画、アニメーション映画を多く上映している。
座席は全席自由となっている。ただし、上映開始時刻の5-10分前に設定される入場開始時には、チケットに印字された入場番号（発券順に付番）の順に入場する。ロビーには飲み物の自動販売機があるが、座席への飲食物の持ち込みは不可である。
チケットの発売（前売券等との引き換えを含む）は、上映日当日朝の開館時からそれぞれの館の受付でのみ行う。一部のシネコン等で導入されている「先売券」の制度や、「オンラインチケット予約」は、現状ではない。
年会費制の会員制度があり、会員になると「割引料金の適用」「上映予定表の郵送」「会員のみのミーティングへの参加」等の特典が得られる。また、この会員証を、同じ岡山市内中心部にある映画館「岡山メルパ」で提示すると、入場料が割引となる。逆に、「岡山メルパ」等でのスタンプカードを当館で提示すれば同じように入場料が割引となる（※割り引かれる金額は異なる）。
それぞれの館には、敷地内に有料駐車場があるが、駐車可能台数は多くない。周囲に有料駐車場は多数有るが、多くの映画館で実施されている「駐車券を提示すれば入場料割引」という制度は、現状ではない。
毎月第3木曜日の17時45分頃から岡山シティーエフエム（レディオモモ）の夕刊ラジオレディオモモ内で15分間の上映案内のコーナーがある。

## 沿革
- 1994年12月 - 岡山市石関町にシネマ・クレール（後のシネマ・クレール石関）が開業。初上映作品は『トリコロール/青の愛』。
- 2001年7月20日 - 岡山市丸の内に新館が完成。シネマ・クレール丸の内と命名される。同時に従来のシネマ・クレールは、シネマ・クレール石関と改称。
- 2006年 - シネマ・クレール丸の内に第2のスクリーンが完成（以降、従来のスクリーンを「1」とし、第2のスクリーンは「2」と呼び分けている）。
- 2008年9月19日 - シネマ・クレール石関の通常興行が終了。翌9月20日と9月21日には「さよなら石関映画祭」と題して、『ニュー・シネマ・パラダイス』など3本を上映し閉館を迎えた。
- 2019年12月 - 創業25周年を迎える。
- 2020年12月25日 - オフィシャル書籍『シネマ・クレール物語』が吉備人出版から発売される[3]。

## スクリーンの特徴
シネマ・クレール石関は、元々が事務所として使われていた3階建ての小規模ビルの1階を内部改装したものだった。改装時には、床を掘り下げて半地下状態にして、できるだけ天井高を取るなどの工夫が凝らされた。スクリーンは小さめだが、その分明るく、また、解像度が高い。
シネマ・クレール丸の内2も、スタジアム形式となっている。また、座席数60にしては大きめのスクリーンであるが、そのために座席配列が、おおむね12席×5列という、やや扁平な形となっている。さらに、最前列は完全にスクリーンを見上げる形となる。丸の内1と同じく、自動リクライニング式のシートとなっているが、オープン時からDVD上映に対応済。

## 所在地・シアター設備

### シネマ・クレール石関（閉館）
- 住所：岡山県岡山市石関町1-9（現在は日本都市工学設計本社オフィスが入居[4]）
- スクリーン数：1
- 座席数：49
- アクセス：岡山電気軌道・東山線、城下停留所下車、北へ徒歩2分。岡山県立美術館南向かい。

### シネマ・クレール丸の内
- 住所：岡山県岡山市北区丸の内1-5-1
- スクリーン数：2
- 座席数：スクリーン1:110、スクリーン2:60
- アクセス：岡山電気軌道・東山線、城下停留所下車、南へ徒歩2分。岡山シンフォニーホール南向かい。